# 安田衣里
安田 衣里（やすだ えり、1988年4月7日-）は、日本のプロビーチバレーボール選手、実業家。

## 略歴・概要
埼玉県熊谷市出身。中学生のころからバレーボールに親しみ、「ジュニアオリンピックカップ」に出場する実績がある。春日部共栄高等学校に進学するも、けがにより選手活動を断念。その後、2013年にミス日本コンテストに出場し、グランプリ決定大会のファイナリストに選ばれる。また、同時にミス・アースジャパンコンテストにも出場し、やはりファイナリストに選ばれた。同年11月22日 - 12月1日に行われた東京モーターショーでは、テスラモーターズブースのコンパニオンを務めた。
2013年にアルゼンチンへの取材の際、ビーチバレーボールの試合を観戦し、「もう一度バレーボールをしてみたい。できればビーチバレーボールをしたい」ということで、浦田聖子に相談し、川崎ビーチスポーツクラブにてビーチバレー選手として、現役復帰を果たす。
2014年、ミス・ワールド日本代表選出大会に出場し、「準ミス・ワールド日本代表」（3人入賞のうちの1人）を受賞した。
2015年、セント・フォースのスポーツ・文化人セクションである「セント・フォースZONE」とマネジメント契約を結ぶとともに、川崎ビーチスポーツクラブ所属のプロビーチバレーボール選手としての活動を開始。また、「日本・アルゼンチン文化大使」にも就任した。2017年、芸能マネジメントをY Studio＆BeautySalonに移す。
2016年11月、俳優の麻生和平とハワイで婚姻届を提出したことを自身のブログで発表。日本では2017年3月14日に入籍。